# 니시와사다촌
니시와사다촌(西稙田村)은 오이타현 오이타군에 있던 촌이다. 현재의 오이타시의 일부에 해당한다.